# ララバイズ・オブ・バードランド
| 専門評論家によるレビュー | 専門評論家によるレビュー |
| レビュー・スコア         | レビュー・スコア         |
| 出典                     | 評価                     |
| ------------------------ | ------------------------ |
| Allmusic                 | [ 1 ]                    |

『ララバイズ・オブ・バードランド』(Lullabies of Birdland) は、1955年に発表されたエラ・フィッツジェラルドのスタジオ・アルバムで、デッカ・レコードから発売された。このアルバムは、1940年代後半から1950年代前半にかけて78回転盤（SP盤）シングルとして発表されていた音源を集めたものである。

## 収録曲
サイド 1:
1. ララバイ・オブ・バードランド - "Lullaby of Birdland"（ジョージ・シアリング、ジョージ・デイヴィッド・ウェイス（英語版））– 2:51
2. ラフ・ライディン - "Rough Ridin'"（エラ・フィッツジェラルド、ハンク・ジョーンズ、ビル・テニソン（英語版））– 3:14
3. エンジェル・アイズ - "Angel Eyes"（アール・ブレント（英語版）、マット・デニス）– 2:54
4. スムース・セイリング - "Smooth Sailing"（アーネット・コブ）– 3:06
5. オー、レディ・ビー・グッド - "Oh, Lady Be Good!"（ジョージ・ガーシュウィン、アイラ・ガーシュウィン）– 3:08
6. レイター - "Later"（タイニー・ブラッドショウ（英語版）、ヘンリー・グローヴァー（英語版））– 2:32

サイド 2:
1. エラ・ハムズ・ザ・ブル-ス - "Ella Hums the Blues"（映画『Pete Kelly's Blues』より） (フィッツジェラルド）– 5:13
2. ハウ・ハイ・ザ・ムーン - "How High the Moon"（ナンシー・ハミルトン、モーガン・ルイス（英語版））– 3:15
3. ベイズン・ストリート・ブルース - "Basin Street Blues"（スペンサー・ウィリアムズ）– 3:07
4. エアメイル・スペシャル - "Air Mail Special"（チャーリー・クリスチャン、ベニー・グッドマン、ジミー・マンディ）– 3:02
5. フライング・ホーム - "Flying Home"（グッドマン、ライオネル・ハンプトン、Sid Robin）– 2:27

## パーソネル
- エラ・フィッツジェラルド - ボーカル
- サイ・オリヴァーと彼の楽団 - Tracks 1, 3, 6, 9. （1949年、1952年、1954年録音）
- レイ・ブラウンと彼のトリオ（プラス、ビル・ドジェット（英語版）（オルガン））Tracks 2, 10.（1952年録音）
- ハンク・ジョーンズと彼のカルテット（プラス、ビル・ドジェット（オルガン））- Track 4.（1951年録音）
- ボブ・ハガートと彼の楽団 - Track 5.（1947年録音）
- ドン・アブニー（英語版）（ピアノ）、ジョー・モンドラゴン（英語版）（ベース）、ラリー・バンカー（英語版）（ドラムス）- Track 7.（1955年録音）
- 不詳の楽団、ただし、レナード・グラハム (Leonard Graham) ことアイドリース・シュリーマン（英語版）（トランペット）、レイ・ブラウン（ベース）が参加 - Track 8.（1947年録音）
- ヴィック・シェーン（英語版）と彼の楽団 - Track 11.（1945年録音）